# FWF – Österreichischer Wissenschaftsfonds
Der Fonds zur Förderung der wissenschaftlichen Forschung – kurz: Österreichischer Wissenschaftsfonds FWF – ist Österreichs zentrale Einrichtung zur Förderung der Grundlagenforschung. Er ist allen Wissenschaften in gleicher Weise verpflichtet und orientiert sich in seiner Tätigkeit ausschließlich an den Maßstäben der internationalen Wissenschaftsgemeinschaft. Der FWF wurde 1968 gegründet und befindet sich in der Alten Postsparkasse in Wien; zuletzt lag sein Fördervolumen bei 349 Mio. Euro (2023). Seit März 2021 wird er von Christof Gattringer geleitet.

## Geschichte des FWF
Am 25. Oktober 1967 beschloss der österreichische Nationalrat mit den Stimmen von ÖVP und SPÖ das Forschungsförderungsgesetz (FFG), nicht zu verwechseln mit der Forschungsförderungsgesellschaft (FFG). Durch dieses Gesetz wurden zwei Forschungsförderorganisationen mit eigener Rechtspersönlichkeit – der Fonds zur Förderung der wissenschaftlichen Forschung und der Forschungsförderungsfonds der gewerblichen Wirtschaft – ins Leben gerufen. Die konstituierende Versammlung des damals noch als FFWF bezeichneten Wissenschaftsfonds fand am 4. März 1968 unter Vorsitz von Bundesministers Theodor Piffl-Percevic im Audienzsaal des Unterrichtsministeriums statt, nachdem die Senate und Fakultäten der elf wissenschaftlichen Hochschulen ihre Vertreter in die Delegiertenversammlung gewählt hatten. Wenige Tage später wurden dem Fonds die Aktiva und Passiva des im Jahre 1960 gegründeten Vereins „Österreichischer Forschungsrat“ übertragen.
Der rechtliche Rahmen, den das FFG 1967 bildete, wurde bis heute zweimal verändert, wovon die wesentlichen Elemente und Prinzipien des FWF jedoch unberührt blieben. 1981 erfuhr das Forschungsförderungsgesetz die erste Novellierung durch das Forschungsorganisationsgesetz (FOG). Für den FWF brachte das Gesetz hauptsächlich eine Neuerung bei der Zusammensetzung seiner Organe. Sowohl die Delegiertenversammlung als auch das Kuratorium wurden um Vertreter von Verbänden und Interessensvertretungen erweitert. 2004 erfolgte in Reaktion auf das Universitätsgesetz (UG) 2002 die zweite große Reform, welche die österreichische Forschungsförderungslandschaft umgestaltete. Der FWF wurde reformiert, die im FOG vorgenommene Erweiterung der Gremien wurde im Wesentlichen zurückgenommen. Der FWF in seiner heutigen Form ist eine gesetzlich (Forschungs- und Technologieförderungsgesetz FTFG) eingerichtete österreichische Institution mit eigener Rechtspersönlichkeit zur Förderung der Grundlagenforschung. Mit dem FTFG erhielt der FWF neue Strukturen, strategische und operative Einheiten wurden getrennt. Ein Aufsichtsrat kontrolliert seit dieser Reform die Arbeit des FWF.

### Standorte
| Zeitraum  | Adresse                                      |
| --------- | -------------------------------------------- |
| 1967–1972 | Liebiggasse 5/1, 1010 Wien                   |
| 1972–1990 | Garnisongasse 7/20, 1090 Wien                |
| 1990–2006 | Weyringergasse 33–35, 1040 Wien              |
| seit 2006 | Haus der Forschung, Sensengasse 1, 1090 Wien |
| ab 2023   | Wiener Postsparkasse am Georg-Coch-Platz     |

## Ziele
Das vom Wissenschaftsfonds selbst definierte Leitbild inklusive seiner Ziele und Grundsätze lautet im Wortlaut wie folgt:
Leitbild des FWF
„Entdecken, worauf es ankommt.“
Mission
Der FWF dient der Weiterentwicklung der Wissenschaften auf hohem internationalem Niveau. Er leistet einen Beitrag zur kulturellen Entwicklung, zum Ausbau der wissensbasierten Gesellschaft und damit zur Steigerung von Wertschöpfung und Wohlstand in Österreich.
 Ziele des FWF
- Stärkung der wissenschaftlichen Leistungsfähigkeit Österreichs im internationalen Vergleich sowie seiner Attraktivität als Wissenschaftsstandort, vor allem durch Förderung von Spitzenforschung einzelner Personen bzw. Teams, aber auch durch Beiträge zur Verbesserung der Konkurrenzfähigkeit der Forschungsstätten und des Wissenschaftssystems in Österreich.
- Qualitative und quantitative Ausweitung des Forschungspotentials nach dem Prinzip „Ausbildung durch Forschung“.
- Verstärkte Kommunikation und Ausbau der Wechselwirkungen zwischen Wissenschaft und allen anderen Bereichen des kulturellen, wirtschaftlichen und gesellschaftlichen Lebens, wobei insbesondere die Akzeptanz von Wissenschaft durch systematische Öffentlichkeitsarbeit gefestigt werden soll.

Grundsätze
- Exzellenz und Wettbewerb:  die Förderungstätigkeit des FWF konzentriert sich auf die dem Erkenntnisgewinn verpflichtete wissenschaftliche Forschung, deren Qualität nach dem Wettbewerbsprinzip durch internationale Begutachtung beurteilt wird.
- Unabhängigkeit:  Kreative Grundlagenforschung benötigt Freiheit. Der FWF sichert Freiräume, die die Wissenschaft vor einem direkten Einfluss von Interessengruppen schützen. Das wird durch die unabhängige Rechtsstellung des FWF gewährleistet.
- Internationalität:  Der FWF orientiert sich an internationalen wissenschaftlichen Standards und unterstützt Kooperationen über nationale Grenzen hinweg.
- Gleichbehandlung aller Wissenschaften:  Der FWF behandelt alle Forscher nach den gleichen Grundsätzen ohne Bevorzugung oder Benachteiligung einzelner Wissenschaftsdisziplinen.
- Transparenz und Fairness:  Vermeidung von Interessenskonflikten, Verwirklichung von „Checks and Balances“ in allen Verfahrensschritten sowie klare Kommunikation von Arbeitsweise und Entscheidungsfindung sind Eckpunkte, um die Akzeptanz der Arbeit des FWF sicherzustellen.
- Gender Mainstreaming:  Gleichstellung von Frauen und Männern in der Forschung ist dem FWF ein Anliegen, das durch spezifische Programme sowie Gender Mainstreaming in allen Bereichen umgesetzt wird.
- Chancengleichheit:  Förderungsanträge an den FWF werden unabhängig von der Position und/oder dem akademischen Grad der antragstellenden Person beurteilt.
- Ethische Standards:  Der FWF fühlt sich verpflichtet, in seinem Einflussbereich für die Einhaltung der Regeln guter wissenschaftlicher Praxis und international anerkannter ethischer Standards zu sorgen.

## Organe des FWF

Die Organe des FWF

(Quelle:)

### Präsidium
Das Präsidium koordiniert die Aktivitäten des FWF. Zu seinen Aufgaben gehören die strategische Ausrichtung sowie die Entwicklung und Weiterentwicklung der Förderungsprogramme. Daneben ist das Präsidium Verhandlungspartner für die Entscheidungsträger der österreichischen und europäischen Forschungspolitik, arbeitet mit Universitäten und anderen wissenschaftlichen Einrichtungen im In- und Ausland zusammen und repräsentiert den FWF auf nationaler und internationaler Ebene. Das Präsidium ist Teil der Delegiertenversammlung sowie des Kuratoriums. Die Vizepräsidenten stehen den jeweiligen FWF-Fachabteilungen vor.

### Aufsichtsrat
Der Aufsichtsrat fasst Beschlüsse über den Rechnungsabschluss und den Jahresvoranschlag, die Mehrjahresprogramme sowie die jährlichen Arbeitsprogramme und sanktioniert die Entscheidung des Präsidiums bei der Bestellung bzw. Abberufung der Geschäftsführung. Weiters erstellt er einen Wahlvorschlag für das Präsidentenamt.

### Delegiertenversammlung
Die Delegiertenversammlung fasst Beschlüsse über die Geschäftsordnungen für das Präsidium, das Kuratorium sowie für die Delegiertenversammlung, den Jahresbericht und wählt die Präsidentin bzw. den Präsidenten sowie die Vize-Präsidenten, die Mitglieder des Kuratoriums sowie vier Mitglieder des Aufsichtsrates.

### Kuratorium
Das Kuratorium entscheidet über die Förderung von Forschungsvorhaben sowie Änderungen in den Förderungsprogrammen.

### Geschäftsstelle
Die Geschäftsstelle des FWF wickelt das Tagesgeschäft ab. Sie wird von der Geschäftsleitung (Präsidium) geführt und gliedert sich in die drei Bereiche Fachabteilung, Strategie und Service. Zu den Fachabteilungen zählen: Biologie und Medizin, Geistes- und Sozialwissenschaften, Naturwissenschaften und Technik, Strategie – Karriereentwicklung. Im Bereich Strategie angesiedelt sind: Internationale Programme, Nationale Programme, Strategie-Analysen. Die Serviceabteilungen umfassen: Kommunikation, Finanzen, Revision, IT, Organisation & Personal, Recht & Qualitätssicherung.

## Geschäftsleitung
| Zeitraum          | Präsident           | Vizepräsidenten                                                   |
| ----------------- | ------------------- | ----------------------------------------------------------------- |
| 1967–1972         | Hubert Rohracher    |                                                                   |
| 1972–1974         | Theodor Leipert     |                                                                   |
| 1974–1982         | Hans Tuppy          | Fritz Paschke                                                     |
| 1982–1991         | Kurt L. Komarek     |                                                                   |
| 1991–1994         | Helmut Rauch        | Moritz Csaký, Helmut Denk                                         |
| 1994–2003         | Arnold Schmidt      | Herbert Matis, Walter Knapp                                       |
| 2003–2005         | Georg Wick          |                                                                   |
| 2005–2013         | Christoph Kratky    |                                                                   |
| 2013–2015         | Pascale Ehrenfreund | Christine Mannhalter, Hermann Hellwagner, Alan Scott              |
| 2016–2020         | Klement Tockner     | Ellen L. Zechner, Gregor Weihs, Gerlinde Mautner Artemis Vakianis |
| ab April 2021     | Christof Gattringer | Ellen L. Zechner, Georg Kaser, Gerlinde Mautner, Ursula Jakubek   |
| ab September 2024 | Christof Gattringer | Christoph Binder, Georg Kaser, Eva Kernbauer, Ursula Jakubek      |

| Zeitraum        | Geschäftsführer   |
| --------------- | ----------------- |
| 1970–1978       | Carl Kramsall     |
| 1978–1990       | Raoul F. Kneucker |
| 1990–2003       | Eva Glück         |
| 2003–2010       | Gerhard Kratky    |
| 2011–2016       | Dorothea Sturn    |
| 2016–2021       | Artemis Vakianis  |
| seit April 2021 | Ursula Jakubek    |

Mit 17. August 2015 übernahm Vizepräsidentin Christine Mannhalter interimistisch die Agenden der Präsidentin von Pascale Ehrenfreund. Die Position der Präsidentin wurde durch den Wechsel von Pascale Ehrenfreund zum Deutschen Zentrum für Luft- und Raumfahrt vakant. Mannhalter leitete den FWF bis 31. August 2016. Im Mai 2016 wurde der Biologe Klement Tockner für vier Jahre zum Präsidenten des FWF gewählt. Am 10. Februar wurde der Teilchenphysiker Christof Gattringer von der Universität Graz vom FWF-Aufsichtsrat als neuer Präsident des Wissenschaftsfonds bestellt. Die Funktionsperiode des neuen Präsidenten läuft bis September 2024.

## Das FWF-Verfahren
Alle beim FWF eingereichten Anträge werden einem Peer-Review-Prozess unterzogen, wobei ausschließlich auf Gutachten ausländischer Experten zurückgegriffen wird. Die Zahl der für eine Entscheidung notwendigen Gutachten hängt dabei in erster Linie von der Antragssumme ab. Diese Gutachten sind die Basis für alle Förderungsentscheidungen. Die Qualität der Forschung und ihre internationale Einbindung soll dadurch gesichert werden. Der FWF ist allen Wissenschaften in gleicher Weise verpflichtet und verwendet keine Quotenregelung, um die Mittelverteilung zwischen den einzelnen Fachgebieten zu steuern. Die durchschnittliche Zeitspanne zwischen dem Einlangen eines Antrags im FWF und der Entscheidung im Kuratorium beträgt vier bis fünf Monate. Das Kuratorium tagt fünfmal pro Jahr.

## Förderungsprogramme des FWF

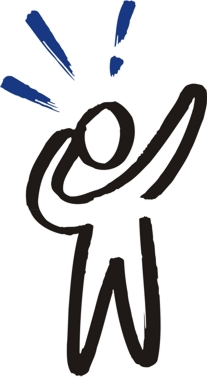
Neues entdecken – Förderung von Spitzenforschung

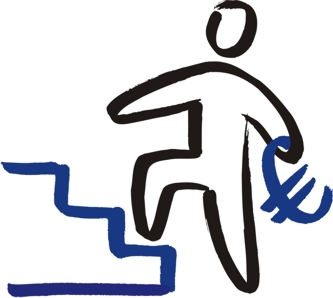
Talente fördern – Ausbau der Humanressourcen

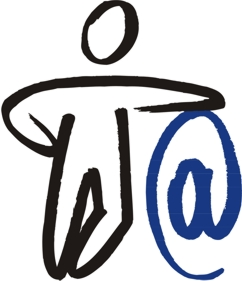
Ideen umsetzen – Wechselwirkungen Wissenschaft – Gesellschaft

Die Förderungen des Wissenschaftsfonds erfolgen grundsätzlich bottom-up, das bedeutet, es gibt keine thematischen Vorgaben an die Projekte. Die Programme des FWF gliedern sich in drei große Bereiche, welche wiederum in Förderungskategorien bzw. Förderungsprogramme untergliedert sind. Die Förderung selbst ist personenbezogen, die Zielgruppen reichen von einzelnen Personen bis zu interdisziplinären Forschungsgruppen.

### Exzellenzförderung „excellent=austria“
- Clusters of Excellence (COE)
- Emerging Fields
- Distinguished Professor

### Förderung von Spitzenforschung
- Einzelprojektförderung
  - Einzelprojekte
  - 1000-Ideen-Programm
- Internationale Programme
  - Transnationale Förderungsaktivitäten
- Schwerpunkt-Programme
  - Spezialforschungsbereiche (SFBs)
  - Forschungsgruppen
- Kooperationsprogramme
  - Forschungsgruppen
  - Zukunftskollegs
- Auszeichnungen und Preise
  - START-Programm / FWF-ASTRA-Preise (sei 2025)[17]
  - Wittgenstein-Preis
  - Weiss-Preis
  - ASMET-Forschungspreis
  - netidee SCIENCE
  - Projekte der Herzfelder-Stiftung

### Ausbau der Humanressourcen
- Doktoratsprogramme
  - doc.funds
  - Doktoratskollegs (DKs)
- Nachwuchsprogramme
  - ESPRIT (ab April 2021)
  - Zukunftskollegs
- Internationale Mobilität
  - Erwin-Schrödinger-Programm
  - Meitner-Programm
- Karriereentwicklung für Wissenschaftlerinnen
  - Firnberg-Programm
  - Richter-Programm

### Wechselwirkungen Wissenschaft – Gesellschaft
- Förderung anwendungsorientierter Grundlagenforschung
  - Klinische Forschung (KLIF)
  - Quantenforschung und -technologie (QFTE)
- Förderung künstlerischer Forschung
  - Programm zur Entwicklung und Erschließung der Künste (PEEK)
- Publikations- und Kommunikationsförderung
  - Selbstständige Publikationen
  - Referierte Publikationen
  - Wissenschaftskommunikations-Programm
- Erweiterungsprojekte zu FWF-Förderungen
  - Förderinitiative Top Citizen Science

## Zahlen und Fakten
Im Jahr 2019 wurden insgesamt 2.489 Anträge auf Förderung von wissenschaftlichen Projekten im FWF-Kuratorium behandelt. Das Antragsvolumen im Jahr 2019 lag bei 908,7 Mio. Euro. 707 Projekte mit einer Förderungssumme von 237,4 Mio. Euro (2018: 230,8 Mio. Euro) wurden bewilligt. Das entspricht einer Bewilligungsquote von 23,6 % (Frauen: 22,6 %, Männer 24,1 %).
In Bezug auf die Verwendung der Mittel innerhalb der Programme wurden 83,9 % der bewilligten FWF-Mittel direkt für Personalkosten eingesetzt. 4.176 in der Forschung tätige Personen wurden 2019 durch Mittel des FWF finanziert. Davon sind mehr als die Hälfte junge Nachwuchswissenschaftler zwischen 26 und 35 Jahren.
Die internationale Begutachtung der Projektanträge („Peer-Review-Verfahren“) ist das Herzstück der vom FWF propagierten „Qualitätssicherung Marke FWF“. Der FWF lässt seit der Jahrtausendwende grundsätzlich nur ausländische Gutachten für die inhaltliche Würdigung der Anträge zu. Im Jahr 2019 stammten die insgesamt 4.632 FWF-Gutachten aus 64 Nationen. Die durchschnittliche Bearbeitungsdauer zwischen Einreichung und Entscheidung bei FWF-Programmen mit laufender Einreichfrist lag 2018 bei 5,1 Monaten.
Im Jahr 2019 flossen über den FWF 86,6 Mio. Euro bzw. 23,9 % in den Bereich der Life Sciences, 95,4 Mio. Euro bzw. 23,9 % in den Bereich Naturwissenschaft und Technik sowie 55,4 Mio. Euro bzw. 22,9 % in den Bereich Geistes- und Sozialwissenschaften.
Für das Jahr 2023 wurde ein Förderrekord aufgestellt. Der Frauenanteil bei den unterstützten Forscherinnen und Forschern lag bei 47 Prozent.

## Projektdatenbank
Über die Projektdatenbank des FWF können Informationen zu sämtlichen geförderten Projekten seit dem Jahr 2000 online abgerufen werden. Neben den Koordinaten der Projektleiterin bzw. des Projektleiters findet sich eine Kurzfassung zum geförderten Projekt. Die verschiedenen Suchmasken bieten diverse Suchmöglichkeiten innerhalb der Projektdatenbank an.

## Info-Magazin
„Info“ (Eigenschreibweise „info“) war das Wissenschaftsmagazin des FWF in Print. Es erschien viermal im Jahr bei einer Auflage von rund 10.000 Stück bzw. einer online verfügbaren Ausgabe. Das FWF info berichtete über Neuigkeiten aus der (wissenschaftspolitischen) Welt der Grundlagenforschung. Das info erschien erstmals 1991 als Mitarbeiterzeitschrift und wurde nach einer kurzzeitigen Unterbrechung Anfang 2000 im Jahr 2001 einem ersten Relaunch unterzogen. Im Jahr 2008 erfolgte ein substanzieller Um- und Ausbau, es erfolgte ein gestalterischer und inhaltlicher Relaunch.

## Scilog
2015 wurde das info-Magazin durch die Online-Ausgabe scilog ersetzt. Das Forschungsmagazin stellt FWF-geförderte Projekte aus allen Wissenschaftsdisziplinen vor. In Forscherporträts, Gastbeiträgen von Schrödinger-Stipendiaten und Videos berichten Personen des Wissenschaftsbetriebs über ihre Forschungsaktivitäten und geben Einblick in die Welt der Grundlagenforschung. In der Rubrik „Interview & Meinung“ wird mit anerkannten Persönlichkeiten über Fragen zur Zukunft der Forschung sowie über Entwicklung und Innovation zum Wohle der Gesellschaft gesprochen.

## Open Access
Der FWF verfolgt seit vielen Jahren eine der weltweit effektivsten Open-Access-Strategien unter Förderungsorganisationen, so das Ergebnis einer europäischen Studie aus dem Jahr 2015. Inzwischen sind 89 Prozent (Stand: 31. Dezember 2019) der aus FWF-geförderten Projekten hervorgegangenen Publikationen durch gezielte Förderungsmodelle des FWF frei zugänglich.
15 Jahre Open Access Policy
Im Jahr 2003 hat sich der FWF mit der Unterzeichnung der „Berlin Declaration on Open Access to Knowledge in the Sciences and Humanities“ dazu verpflichtet, den freien Zugang zu wissenschaftlichen Publikationen im Internet zu unterstützen, wie zum Beispiel durch die Zertifizierung von Open Access Verlage.
Bis etwa 2009 konzentrierte sich die Unterstützung des FWF auf drei Felder:
- Über die Medienkanäle des FWF wurden den Wissenschaftern Hintergrundinformationen über die Bedeutung und die bestehenden Möglichkeiten des Open Access zur Verfügung gestellt.

- Eine seit 2004 schrittweise entwickelte Open Access Policy mündete 2006 in einem der weltweit ersten Mandate einer Förderungsorganisation. Sie verpflichtet alle Projektleiter sowie ihre Mitarbeiter dazu – wenn rechtlich möglich –, ihre Publikationen entweder durch Archivierung einer elektronischen Kopie in einem geeigneten Repositorium oder durch Publikation in einem Open-Access-Medium frei im Internet zugänglich zu machen.

- Bereits seit 2004 übernimmt der FWF mit dem Programm „Referierte Publikationen“ die Kosten für Open Access bei referierten Publikationen bis drei Jahre nach Projektende.

Seit 2009 hat der FWF seine Aktivitäten intensiviert, um das Bewusstsein für Open Access in allen Disziplinen zu verbessern:
PubMed, die mit Abstand größte bibliographische Datenbank in den Life Sciences (rund 23 Mio. Einträge), betreibt das Volltextarchiv PubMedCentral mit fast 3 Mio. frei zugänglichen referierten Zeitschriftenartikeln. Seit Anfang 2010 beteiligt sich der FWF über das Partnerrepositorium Europe PubMedCentral an dieser Initiative. Ende 2013 waren über 4.000 referierte Publikationen aus FWF-Projekten in PubMedCentral frei zugänglich.
In den Geistes- und Sozialwissenschaften, wo Buchpublikationen weiterhin eine große Rolle spielen, wurden ab 2009 zunächst freiwillig Open-Access-Förderungen angeboten. Seit Ende 2011 sind Fachlektorate und Open Access verpflichtend. Ab 2014 kommen noch Übersetzungen ins Englische hinzu. Die Buchpublikationen sind in der FWF-E-Book-Library und in anderen internationalen Repositorien frei zugänglich.
Mitte Oktober 2012 wurde vom FWF eine Initiative zur Anschubfinanzierung von Open-Access-Zeitschriften in den Geistes- und Sozialwissenschaften ausgeschrieben. Ende 2013 wurden acht Projekte der Open-Access-Initiative gefördert.
Insgesamt wird der FWF 2013 damit rund 2 Mio. Euro (1 % des Gesamtbudgets) für Open-Access-Publikationen aufwenden.
Auf Initiative der Universitätenkonferenz (UNIKO) und des FWF wurde im November 2012 das Open-Access-Netzwerk Austria (OANA) konstituiert. Es soll die Koordination der Aktivitäten zwischen den Forschungsstätten, Förderern und der Forschungspolitik optimieren.
Im Dezember 2012 wurde eine Diskussion zur Etablierung einer „University/Academic Press“ angestoßen. Der FWF regt an, ob es nicht für die österreichischen Forschungsstätten sinnvoll wäre, gemeinsam eine international sichtbare „University/Academic Press“ nach angelsächsischem Vorbild zu gründen. Diese „University/Academic Press“ würde einen rigorosen Peer-Review etablieren, professionelle Lektorate anbieten, Open Access publizieren sowie die Wissenschaftler bei der Herausgabe von Open-Access-Publikationen infrastrukturell und technisch unterstützen.
Seit 2013 veröffentlicht der FWF seine Publikationskosten auf dem Online-Portal Zenodo. Die Daten werden zusätzlich in den Open-APC-Datensatz aufgenommen, um eine internationale Kostenüberwachung zu ermöglichen. Insgesamt förderte der FWF von 2013 bis 2015 8.211 Publikationen (Bücher ausgenommen) im Umfang von 16,9 Millionen Euro.
2014 erfolgt eine Aktualisierung der Open-Access-Richtlinien des FWF, mit Fokus auf qualitätssichernde Standards der Anbieter. Der FWF unterstützt nur noch Open-Access-Publikationen, die ab dem Zeitpunkt der Veröffentlichung frei zugänglich sind.
2018 unterstützt der FWF die Open-Access-Initiative cOAlition S, die sich im Rahmen von Plan S für einen vollständigen und sofortigen freien Zugang zu Forschungsergebnissen einsetzt.
Die jüngste Aktualisierung der Open-Access-Politik des FWF findet Anfang 2019 statt. Damit wird auch der freie Zugang zu Forschungsdaten verpflichtend, vorausgesetzt, es ist rechtlich, ethisch und technisch möglich. cOAlition S veröffentlicht überarbeitete Richtlinien zu Plan S im Mai 2019. Plan S gilt für alle Forschungsprojekte des FWF, die ab dem 1. Januar 2021 eingereicht werden.

## Internationale Aktivitäten
- Science Europe: Science Europe fungiert als neue Dachorganisation der europäischen Forschungsförderungs- und Forschungsträgerorganisationen mit Sitz in Brüssel. Der FWF bringt seine Expertise in ausgewählten Bereichen der Science-Europe-Agenda ein.
- ESF (European Science Foundation): FWF-Präsidentin Pascale Ehrenfreund ist Mitglied im Governing Council der ESF.
- ERC (European Research Council): Der FWF stellt im Programmkomitee des ERC einen der nationalen Experten.
- ERA-Net-Schema der EU: Der FWF ist im Bereich der ERA-Nets engagiert, einer Initiative der Europäischen Kommission mit dem Ziel einer verbesserten Koordinierung der nationalen Forschungs- und Finanzierungsaktivitäten. 2012 gab es mit der Beteiligung an CHIST-ERA 2 (Informationstechnologie), NEURON II (Neurowissenschaften) sowie Infect-ERA (Infektionskrankheiten) drei neue Initiativen. Insgesamt ist (bzw. war) der FWF bisher an 22 ERANet-Initiativen beteiligt.
- Multilaterale Aktivitäten: Unter multilaterale Projektförderung fallen alle im Rahmen transnationaler, zumeist thematischer Ausschreibungen geförderten Projekte mit zumindest drei beteiligten Ländern. Charakteristikum ist die zentrale Einreichung und Begutachtung auf Basis der von den beteiligten Förderungsorganisationen gemeinsam ausgearbeiteten Rahmenbedingungen. Im Jahr 2012 beteiligte sich der FWF an acht multilateralen Programmen im Rahmen von ERA-Net-Ausschreibungen.
- Bilaterale Aktivitäten: Im Rahmen der traditionell engen Zusammenarbeit der Förderungsorganisationen Deutschlands, Österreichs und der Schweiz (D-A-CH – DFG, FWF, SNF) wurde im Jahr 2008 das „Lead-Agency-Verfahren“ initiiert. Es sieht zur rascheren und einfacheren Bearbeitung länderübergreifender Projekte die Zuständigkeit bei der jeweils projekthauptverorteten Organisation. Zu den bestehenden Vereinbarungen mit Partnerorganisationen in Deutschland, Frankreich, der Schweiz sowie Slowenien und Korea wurde vom FWF 2012 ein Lead-Agency-Abkommen mit OTKA (Ungarn) unterzeichnet. Neue gemeinsame Ausschreibungen wurden 2012 mit dem Department of Science & Technology (Indien), OTKA (Ungarn) und FNR (Luxemburg) durchgeführt.

(Quelle:)

## Philanthropie für Wissenschaft und Forschung - alpha+ Stiftung

### Private Zuwendungen für die Forschung
Derzeit werden Forschungsprojekte im Ausmaß von 1,5 Millionen Euro pro Jahr durch private Zuwendungen finanziert (Weiss-Preis, ASMET-Forschungspreis, netidee SCIENCE und Projekte der Herzfelder-Stiftung).

### Die alpha+ Stiftung des Wissenschaftsfonds FWF
Seit November 2019 hat der Wissenschaftsfonds die alpha+ Stiftung, eine gemeinnützige Bundesstiftung nach dem Bundes-Stiftungs- und Fondsgesetz 2015, gegründet. Ziel ist es, den Kulturwandel zu mehr Philanthropie für Wissenschaft und Forschung auf bundesweiter Ebene voranzubringen und somit den Standort Österreich langfristig zu stärken.
Die alpha+ Stiftung fokussiert ihr Forschungsförderung auf die Themen Nachwuchs in der Grundlagenforschung („Mut“), auf die Erforschung großer Themenkomplexe im Sinne der UN-Nachhaltigkeitsziele („Verantwortung“) und die Stärkung des Stellenwerts von Wissenschaft und Forschung in der Zivilgesellschaft („Vertrauen“).